# Lijst van voetbalinterlands Hongkong - Oezbekistan
Deze lijst van voetbalinterlands is een overzicht van alle officiële voetbalwedstrijden tussen de nationale teams van Hongkong en Oezbekistan. De landen speelden tot op heden negen keer tegen elkaar. De eerste ontmoeting, een groepswedstrijd tijdens de Aziatische Spelen 1994, werd gespeeld in Hiroshima (Japan) op 5 oktober 1994. Het laatste duel, een kwalificatiewedstrijd voor het Wereldkampioenschap voetbal 2026, vond plaats op 26 maart 2024 in Tasjkent.

## Wedstrijden
| № | Plaats    | Datum            | Competitie                 | Wedstrijd              | Uitslag |
| - | --------- | ---------------- | -------------------------- | ---------------------- | ------- |
| 1 | Hiroshima | 5 oktober 1994   | Aziatische Spelen 1994     | Hongkong – Oezbekistan | 0 – 1   |
| 2 | Tasjkent  | 6 november 2003  | Azië Cup 2004 kwalificatie | Oezbekistan – Hongkong | 4 – 1   |
| 3 | Bangkok   | 19 november 2003 | Azië Cup 2004 kwalificatie | Hongkong – Oezbekistan | 0 – 1   |
| 4 | Tasjkent  | 16 augustus 2006 | Azië Cup 2007 kwalificatie | Oezbekistan – Hongkong | 2 – 2   |
| 5 | Hongkong  | 6 september 2006 | Azië Cup 2007 kwalificatie | Hongkong – Oezbekistan | 0 – 0   |
| 6 | Tasjkent  | 6 februari 2013  | Azië Cup 2015 kwalificatie | Oezbekistan – Hongkong | 0 – 0   |
| 7 | Hongkong  | 19 november 2013 | Azië Cup 2015 kwalificatie | Hongkong – Oezbekistan | 0 – 2   |
| 8 | Hongkong  | 21 maart 2024    | WK 2026 kwalificatie       | Hongkong − Oezbekistan | 0 − 2   |
| 9 | Tasjkent  | 26 maart 2024    | WK 2026 kwalificatie       | Oezbekistan − Hongkong | 3 − 0   |

## Samenvatting
| Competitie            | Totaal gespeeld | Winst Hongkong | Gelijk | Winst Oezbekistan | Doelsaldo Hongkong – Oezbekistan |
| --------------------- | --------------- | -------------- | ------ | ----------------- | -------------------------------- |
| WK-kwalificatie       | 2               | 0              | 0      | 2                 | 0 − 5                            |
| Azië Cup-kwalificatie | 6               | 0              | 3      | 3                 | 3 − 9                            |
| Aziatische Spelen     | 1               | 0              | 0      | 1                 | 0 − 1                            |
| Totaal                | 9               | 0              | 3      | 6                 | 3 − 15                           |

HKFA · 
Lijst van A-internationals · 
Hongkongs vrouwenelftal
1960 – 1969 ·
1970 – 1979 ·
1980 – 1989 ·
1990 – 1999 ·
2000 – 2009 ·
2010 – 2019 ·
2020 − 2029
Afghanistan ·
Argentinië ·
Australië ·
Bahrein ·
Bangladesh ·
Bhutan ·
Brazilië ·
Brunei ·
Cambodja ·
Canada ·
China ·
Colombia ·
Denemarken ·
Estland ·
Fiji ·
Filipijnen ·
Guam ·
India ·
Indonesië ·
Irak ·
Iran ·
Israël ·
Japan ·
Jemen ·
Joegoslavië ·
Jordanië ·
Koeweit ·
Kroatië ·
Laos ·
Libanon ·
Liechtenstein ·
Macau ·
Malediven ·
Maleisië ·
Marokko ·
Mauritius ·
Mongolië ·
Myanmar ·
Nepal ·
Noord-Korea ·
Noorwegen ·
Oezbekistan ·
Oman ·
Oost-Timor ·
Palestina ·
Paraguay ·
Qatar ·
Salomonseilanden ·
Saoedi-Arabië ·
Singapore ·
Sri Lanka ·
Syrië ·
Tadzjikistan ·
Taiwan ·
Thailand ·
Turkmenistan ·
Verenigde Arabische Emiraten ·
Vietnam ·
Zuid-Korea ·
Zuid-Vietnam ·
Zwitserland
UFF · A-internationals · Bondscoaches · Statistieken · Oezbeeks vrouwenelftal · Olympisch elftal · Oezbekistan U21 · Oezbekistan U20 · Oezbekistan U19 · Oezbekistan U18 · Oezbekistan U17
1990 – 1999 ·
2000 – 2009 ·
2010 – 2019 ·
2020 – 2029 ·
1994 · 
1995 · 
1996 · 
1997 · 
1998 · 
1999 · 
2000 · 
2001 · 
2002 · 
2003 · 
2004 · 
2005 · 
2006 · 
2007 · 
2008 · 
2009 · 
2010 · 
2011 · 
2012 · 
2013 · 
2014 ·
2015 ·
2016 ·
2017 ·
2018 ·
2019 ·
2020 ·
2021 ·
2022 ·
2023
Albanië ·
Armenië ·
Australië ·
Azerbeidzjan ·
Bahrein ·
Bangladesh ·
Bolivia ·
Bosnië en Herzegovina ·
Burkina Faso ·
Cambodja ·
Canada ·
China ·
Costa Rica ·
Estland ·
Filipijnen ·
Georgië ·
Hongkong ·
India ·
Indonesië ·
Irak ·
Iran ·
Israël ·
Japan ·
Jemen ·
Jordanië ·
Kameroen ·
Kazachstan ·
Kirgizië ·
Koeweit ·
Letland ·
Libanon ·
Malediven ·
Maleisië ·
Marokko ·
Mexico ·
Mongolië ·
Montenegro ·
Nieuw-Zeeland ·
Nigeria ·
Noord-Korea ·
Oeganda ·
Oekraïne ·
Oman ·
Palestina ·
Qatar ·
Rusland ·
Saoedi-Arabië ·
Senegal ·
Singapore ·
Slowakije ·
Sri Lanka ·
Syrië ·
Tadzjikistan ·
Taiwan ·
Thailand ·
Turkije ·
Turkmenistan ·
Uruguay ·
Venezuela ·
Verenigde Arabische Emiraten ·
Verenigde Staten ·
Vietnam ·
Wit-Rusland ·
Zuid-Korea ·
Zuid-Soedan ·
Zweden